# 南之院 (大田区)
南之院（みなみのいん）は、東京都大田区池上にある、日蓮宗の寺院。池上本門寺の子院。

## 歴史
六老僧（日蓮の高弟）のひとり、日昭の庵室として開創した。開創年代は日蓮の没年である鎌倉時代の1282年（弘安5年）。古くは大坊本行寺の西にあり大成弁院と称した。
江戸時代幕府御用絵師狩野家の菩提所として栄えた。

## 周辺施設
- 大坊坂「祖師御硯水道」「宗祖後入滅旧跡」「宗祖大師焚焼所」の碑が経つ。

## 交通アクセス
- 東急池上線池上駅から徒歩11分（経路案内）。

## 参考資料
- 日蓮宗寺院大鑑編集委員会『宗祖第七百遠忌記念出版 日蓮宗寺院大鑑』大本山池上本門寺 (1981年)
- 「小さな旅池上の寺めぐり」池上朗師講　平成14年
- 「池上村 本門寺 南之坊」『新編武蔵風土記稿』 巻ノ45荏原郡ノ7、内務省地理局、1884年6月。NDLJP:763981/80。